# ReLEx SMILE
ReLEx SMILE — метод фемтосекундной лазерной коррекции зрения путём удаления лентикулы через малый разрез роговицы (SMILE; SMall Incision Lenticula Extraction), который по большей части не разрушает Боуменову мембрану.
ReLEx — поколение методов лазерной коррекции зрения, предложенное в конце 90-х годов и использующее современные разработки в области фемтосекундных лазерных технологий для реализации метода высокоточного формирования оптической линзы (лентикулы) в роговице с целью проведения миниинвазивной процедуры коррекции рефракции.

## Эволюция методов лазерной коррекции зрения
Лазерная коррекция зрения (ЛКЗ) — это хирургическая операция, направленная на исправление нарушений рефракции: миопии (близорукости), гиперметропии (дальнозоркости) и астигматизма. Главная цель ЛКЗ — избавить человека от необходимости пользоваться очками или контактными линзами. Среднестатистическая сила преломления роговицы ±43 диоптрии, что составляет около 80 % оптической силы глаза (58—60 диоптрий), поэтому моделируя кривизну роговицы, можно корректировать рефракционные аномалии. Основа всех методов лазерной коррекции зрения — изменение формы и преломляющей силы (рефракции) роговицы таким образом, чтобы лучи света фокусировались точно на поверхности сетчатки, а не перед ней, как при близорукости, или за ней, как при дальнозоркости.
Теоретические основы лазерной коррекции зрения (ЛКЗ) были заложены в 1962 году Джорджом Джессеном, который впервые предложил подход названный им «ортофокусом». Однако в середине XX века уровень развития оптических технологий, офтальмологии и лазерной техники не позволил реализовать данный метод. По этой причине ортокератология получила новое развитие лишь в 1990-х годах. В настоящее время существует три основных поколения методов лазерной коррекции зрения: фоторефракционная кератэктомия (ФРК; PRK; LASEK), LASIK и ReLEx.

### Фоторефракционная кератэктомия
Метод фоторефракционной кератэктомии (ФРК) основан на способности роговичного эпителия (первый слой роговицы) регенерировать, и состоит в предварительном смещении/удалении данного слоя, после чего роговица ремоделируется с помощью эксимерного лазера (т. н. поверхностная абляция).

### LASIK и фемто-LASIK
LASIK является более современным методом лазерной коррекции зрения, выполняемым в два этапа. На первом этапе специальный прибор — микрокератом — формирует роговичный лоскут на ножке (flap), который далее хирург «поднимает». На втором этапе, эксимерный лазер выполняет процедуру абляции (испарение) внутренних слоёв роговицы (строма роговицы), после чего лоскут укладывается на место.
Фемто-LASIK — модификация метода LASIK (его первого этапа), при котором лоскут формируется фемтосекундным лазером (т. н. «фемто-нож»), а на втором этапе эксимерный лазер выполняет абляцию стромы роговицы. Lasik и фемто-LASIK — распространённые на сегодня методы ЛКЗ (flap-хирургия), которые широко применяются в офтальмологии.

### ReLEx SMILE

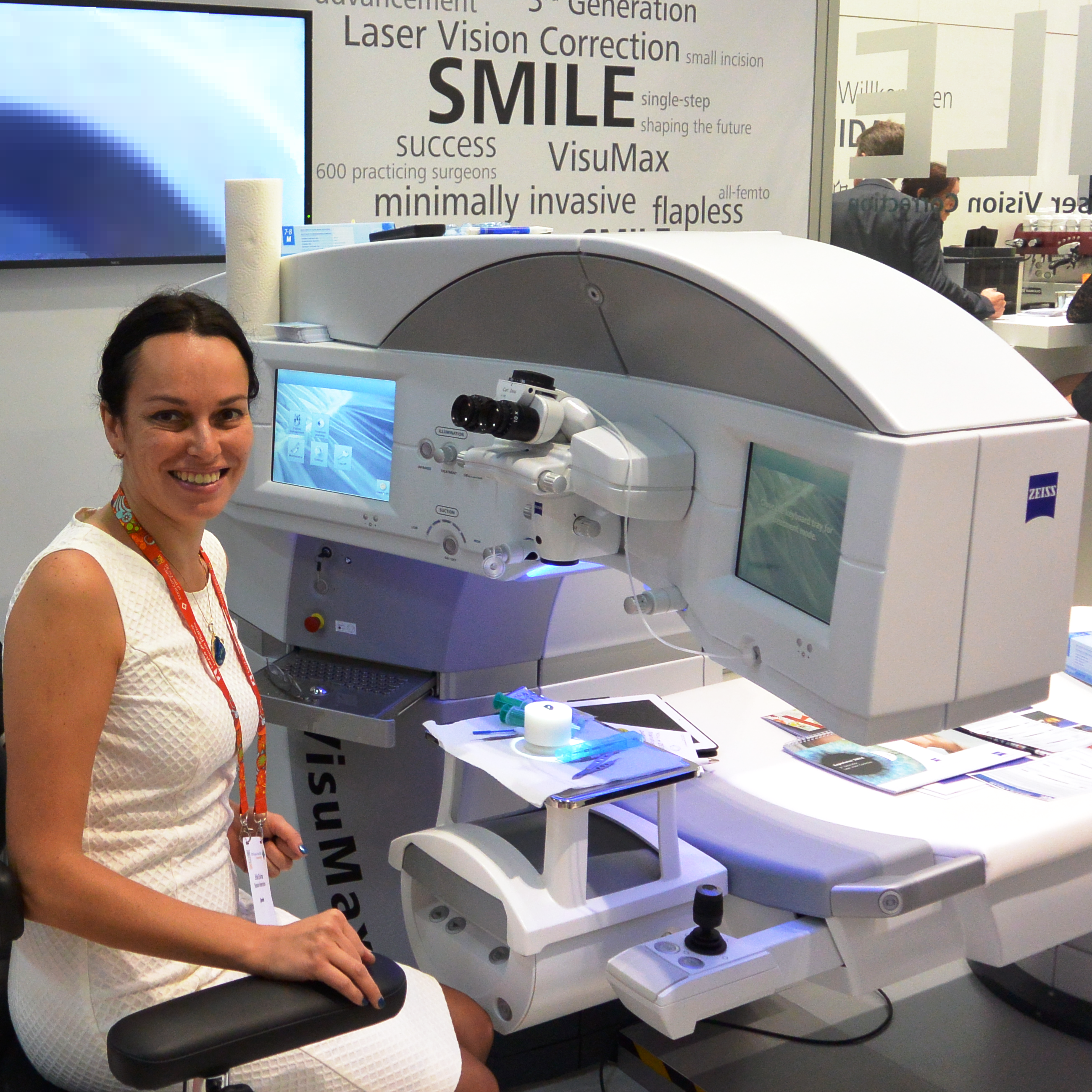
Фемтосекундная лазерная система ZEISS VisuMax с опцией ReLEx SMILE на конгрессе ESCRS в Барселоне. Сентябрь 2015

Благодаря активному внедрению фемтосекундных технологий в рефракционную хирургию, в 2008 году группой немецких офтальмологов во главе с Вальтером Секундо и Маркусом Блюмом был разработан метод ReLEx. Первая техника ReLEx FLEx (Femtosecond Lenticule Extraction) — удаление оптической линзы (лентикулы) через «фемтосекундный роговичный лоскут». Вторая, усовершенствованная техника, — ReLEx SMILE: удаление лентикулы через небольшой разрез в роговице. При проведении коррекции зрения по методу ReLEx SMILE за один этап при помощи одного фемтосекундного лазера во внутренних слоях роговицы формируется лентикула (точно рассчитанная оптическая линза) и небольшой роговичный разрез, через который лентикула удаляется.
Ключевым отличием метода SMILE от других методов лазерной коррекции зрения является возможность коррекции зрения как без необходимости формирования лоскута, выполняемых при проведении коррекции зрения по методу LASIK, так и без поверхностного смещения эпителия роговицы, выполняемых при проведении коррекции зрения по методу ФРК.

#### Сравнение с ФРК
При ФРК поверхностный эпителий роговицы смещается, а затем более глубокие слои роговицы моделируются с помощью эксимерного лазера (поверхностная абляция). Также при использовании метода ФРК пациенты испытывают существенный болевой синдром в течение 24—72 часов после операции, а выздоровление и стабилизация остроты зрения длится намного дольше (до 2—3 месяцев) по сравнению с методом SMILE (1-2 дня).

#### Сравнение с LASIK
При процедуре LASIK требуется формирование роговичного лоскута и последующая обработка стромы роговицы (абляция) с помощью эксимерного лазера. Технология SMILE предусматривает использование фемтосекундного лазера VisuMax, который за один этап формирует оптическую линзу (лентикулу) в строме роговицы и небольшой разрез для её удаления.

### Сравнение методов лазерной коррекции зрения
| Особенности метода                      | ФРК                                                   | LASIK                                                                       | ReLEx SMILE |
| --------------------------------------- | ----------------------------------------------------- | --------------------------------------------------------------------------- | --- |
| Тип применяемой абляции                 | Субэпителиальная абляция                              | Стромальная абляция                                                         | Интрастромальное формирование и экстракция лентикулы |
| Тип используемой лазерной системы       | Эксимерный лазер                                      | Эксимерный лазер или комбинация эксимерного лазера с фемтосекундным лазером | Фемтосекундный лазер |
| Длительность восстановительного периода | Длительный период восстановления зрения (до 1 месяца) | Быстрый период восстановления зрения (несколько дней)                       | Быстрое восстановление зрения (1—2 дня) |
| Побочные эффекты                        | Болевой синдром, риск осложнений                      | Риск Flap-осложнений                                                        | Нет осложнений, связанных с клапаном . Есть осложнения связанные с извлечением частей роговицы через разрезы. Часто блики и ореолы (Это указано в брошюре FDA по результатам исследований Carl Zeiss). |

## Преимущества и особенности методаЛКЗSMILE
- Отсутствие лоскута. Вследствие отсутствия лоскута при процедуре SMILE, отсутствуют и потенциальные осложнения, связанные с клапаном[36][37].
- До 80 % меньше разрез роговицы. В то время как методы Lasik и Femto-Lasik требуют кругового разреза роговицы около 20 мм, при процедуре ReLEx SMILE, достаточно лишь небольшого разреза роговицы 2 — 4 мм[3][36][38].
- Использование фемтосекундной лазерной технологии. ЛКЗ SMILE базируется на передовой фемтосекундной лазерной технологии формирования роговичного клапана. Применяемый фемтосекундный лазер VisuMax формирует лазерное излучение в виде очень коротких сжатых импульсов, тем самым достигается высокий уровень плотности энергии[39][40].
- Биомеханическая стабильность роговицы. При использовании метода ЛКЗ SMILE, большинство верхних слоёв роговицы (прочностные слои) остаются незатронутыми. Это способствует лучшей биомеханической сохранности и стабильности роговицы. При использовании Lasik, напротив, биомеханическая прочность роговицы главным образом зависит от слоёв остаточной стромы роговицы.[41][42][43]
- Малая вероятность возникновения синдрома сухого глаза. Требуя небольшого разреза, а не формирования лоскута, при процедуре SMILE существенно меньше травмируются нервные окончания роговицы. В исследованиях отмечена меньшая частота и интенсивность синдрома сухого глаза в сравнении с методом ЛКЗ Lasik[44][45][46][47]
- Меньшая точность метода SMILE при близорукости. Согласно исследованиям LASIK является более совершенным методом коррекции зрения, дающим более точный результат[48].

## Клинические результаты
Накопленный с 2007 года мировой опыт офтальмологических операций методом ReLEx SMILE позволил ведущим экспертам в офтальмологии сделать заключение о стабильности, предсказуемости, безопасности и точности процедуры (достижение целевых показателей рефракции)..
На октябрь 2022 года в мире проведено более 6,5 млн операций по методу SMILE и опубликовано более 180 научных работ. SMILE практикуют 400 клиник в 61 стране, около 800 рефракционных хирургов. В России и странах СНГ метод SMILE практикуют в 36 клиниках более 50 рефракционных хирургов. В России с 2011 года выполнено 150000 операций.
В сентябре 2016 года получено одобрение управление по санитарному надзору за качеством пищевых продуктов и медикаментов США (FDA) для ReLEx SMILE. В марте 2017 года в госпитале Министерства обороны США (Fort Belvoir Community Hospital, Виргиния) была установлена система ЛКЗ ReLEx SMILE и были успешно проведены коррекции близорукости и астигматизма у военнослужащих США. В ближайших планах Министерства обороны США находится оснащение свыше 20 центров системами ReLEx SMILE с целью проведения данным методом более 40 000 операций ЛКЗ в год .

## Особенности проведения операции[3][38]

#### Показания
- Миопия (близорукость) от −0,5 до −10 диоптрий
- Миопический астигматизм от −0,5 до −5 диоптрий
- Миопия (близорукость) и миопический астигматизм от −0,5 до −12,5 диоптрий в сферическом эквиваленте[64]

#### Методы исследования перед проведением операции
Всё начинается с консультации офтальмолога и комплекса базовых исследований, по результатам которых выясняется пригодность к операции ЛКЗ, а затем подбирается самая оптимальная техника. Наиболее часто применяемые следующие методы исследований глаз:
- определение остроты зрения после коррекции;
- кераторефрактометрия;
- определение диаметра зрачка и роговицы;
- роговичная пахиметрия;
- роговичная топография;
- исследования поля зрения;
- определение внутриглазного давления;
- исследование глазного дна;
- тест на слезопродукцию (проба Ширмера).

#### Противопоказания[37][44][50][51]
- Прогрессирование миопии за последние 12 месяцев
- Остаточные заболевания глаз, рецидивирующие или в стадии обострения
- Кератоконус
- Прием системных кортикостероидов
- Аутоиммунные заболевания и иммунодефицитные состояния (например, СПИД)
- Хирургические вмешательства на глазном яблоке или роговице, которые нуждаются в лечении
- Системные заболевания соединительной ткани
- Нерегулярный астигматизм
- Катаракта
- Подозрения на глаукому или внутриглазное давление более 21 мм рт. ст.
- Последствия herpes simplex или herpes zoster
- Беременность
- Возраст младше 18 лет
- Сахарный диабет (некомпенсированный)

#### Порядок проведения операции
- Подготовка пациента к операции — местная анестезия и установка векорасширителя.
- С помощью фемтосекундного лазера формируется лентикула в толще роговицы и небольшой надрез роговицы 2—4 мм, который служит «входом» для последующего извлечения лентикулы
- Специальным инструментом хирург вручную удаляет лентикулу через малый разрез. Удаление лентикулы изменяет кривизну роговицы (и убирает первопричину астигматизма), корректируя дефект рефракции глаза[65].

#### Возможные осложнения
Как и при любом другом методе ЛКЗ, после SMILE могут быть осложнения. В сравнении с другими методами ЛКЗ они встречаются реже, и их возникновение часто зависят от опыта и навыков хирурга.
Большинство осложнений во время операции и в послеоперационном периоде носят обратимый характер и не сказываются на выздоровлении и восстановлении остроты зрения:
- потеря вакуума во время операции;
- гало-эффекты;
- светобоязнь;
- сухой кератоконъюнктивит (синдром «сухого глаза»).
- синдром жидкости в интерфейсе роговицы[70].

Однако в литературе описаны следующие необратимые осложнения:
- неполное отслоение или неполная экстракция лентикулы;
- надрыв края инцизии;
- недостаточная коррекция или избыточная коррекция;
- диплопия;
- ятрогенная кератоэктазия;
- диффузный ламелярный кератит.